# Manhagen
Manhagen – gmina w Niemczech w kraju związkowym Szlezwik-Holsztyn, w powiecie Ostholstein, wchodzi w skład urzędu Lensahn.